# 柯林·達菲
柯林·達菲（英語：Colin Duffy，2003年12月10日—）是一名美國男子運動攀登運動員。他曾經獲得2017年、2018年世界少年攀岩錦標賽男子難度賽金牌以及2020年泛美攀岩錦標賽男子全能賽金牌。

## 外部連結
- IFSC （页面存档备份，存于） （英文）
- 柯林·達菲的Instagram帳戶